# 1968 w Wojsku Polskim
Kalendarium Wojska Polskiego 1968 – strona przedstawia wydarzenia w Wojsku Polskim w roku 1968.

## 1968
- doskonalenie zasady równoległego wypracowania decyzji na różnych szczeblach dowodzenia[1]
- zwrócenie uwagi na wszechstronne zabezpieczenie działań bojowych[1]
- doskonalenie dokumentów dowodzenia oraz sposobów przekazywania zadań bojowych na różnych szczeblach dowodzenia[1]
- wdrażanie zasad i sposobów koalicyjnego współdziałania w czasie działań bojowych[1]
- z Inspektoratu Lotnictwa i Dowództwa Lotnictwa Operacyjnego utworzono Dowództwo Wojsk Lotniczych[2]

## Styczeń
- odbyły się kompleksowe ćwiczenia w ramach systemu obrony terytorialnej kraju[3]

23 stycznia
- wprowadzono ustawą nowe przepisy zaopatrzenia inwalidów wojennych i wojskowych oraz ich rodzin[3]

28 stycznia
- w Świnoujściu podniesiono banderę i wcielono do służby w Marynarce Wojennej trzy pierwsze okręty desantowe projektu 771: OORP „Lenino”, „Brda” i „Studzianki”[4]

## Luty
- wycofanie ze służby liniowej trzech dozorowców – dawnych trałowców typu Jaskółka i przebudowa na barki koszarowe[4]

8–14 lutego
- z oficjalną wizytą w Polsce przebywał minister obrony Finlandii Sulo Suorttanen[3]

14–15 lutego
- w Wojskowej Akademii Politycznej im. Feliksa Dzierżyńskiego odbyła się konferencja poświęcona 50 rocznicy powstania Radzieckich Sił Zbrojnych[3]

15 lutego
- odbyła się V centralna narada gospodarcza MON[3]

17 lutego
- centralna narada wojsk obrony terytorialnej[3]

21–24 lutego
- z wizytą w Moskwie przebywała delegacja Wojska Polskiego[3]

## Marzec
- do uzbrojenia jednostek lotniczych Wojska Polskiego wprowadzono nowy typ śmigłowca – Mi-2[3]

6 marca
- narada Doradczego Komitetu Politycznego UW w Sofii[1][5]

17 marca
- w Wyższej Oficerskiej Szkole Lotniczej w Dęblinie odbyła się uroczysta przysięga i pierwsza immatrykulacja słuchaczy-podchorążych pierwszego roku studiów[6][2]

## Kwiecień
10 kwietnia
- gen. dyw. Eugeniusz Molczyk przestał dowodzić Śląskim Okręgiem Wojskowym

11 kwietnia
- gen. dyw. Florian Siwicki został dowódcą Śląskiego Okręgu Wojskowego
- Sejm PRL powołał dotychczasowego ministra obrony narodowej Marszałka Polski Mariana Spychalskiego na stanowisko przewodniczącego Rady Państwa[3]
- Sejm PRL na stanowisko ministra obrony narodowej powołał dotychczasowego szefa Sztabu Generalnego WP gen. dyw. Wojciecha Jaruzelskiego[3]
- prezes Rady Ministrów mianował wiceministrami obrony narodowej: gen. dyw. Józefa Urbanowicza, gen. dyw. Bolesława Chochę i gen. dyw. Tadeusza Tuczapskiego[3]
- na stanowisko szefa Sztabu Generalnego WP powołano dotychczasowego I zastępcę szefa Sztabu Generalnego gen. dyw. Bolesława Chochę[3]
- na stanowisko I zastępcy szefa Sztabu Generalnego powołano dotychczasowego dowódcę Śląskiego Okręgu Wojskowego gen. dyw. Eugeniusza Molczyka[3]

24 kwietnia
- Wojskowy Instytut Medycyny Lotniczej zarządzeniem Komitetu Nauki i Techniki uzyskał uprawnienia do nadawania stopni naukowych doktora nauk medycznych[2]

## Maj
- odbyło się I Sympozjum Państw Układu Warszawskiego poświęcone bezpieczeństwu latania[2]

4–8 maja
- niszczyciel „Wicher”, dwa okręty podwodne OORP „Sęp” i „Bielik” i trałowce OORP „Orlik” i „Czapla” przebywały z tzw. „wizytą przyjaźni” w Rostocku[4]

11–12 maja
- w 1 Praskim Pułku Zmechanizowanym odbyła się uroczystość z okazji 25-lecia powstania na terenie Związku Radzieckiego w Sielcach nad Oką 1 Warszawskiej Dywizji Zmechanizowanej im. T. Kościuszki[3]

27–31 maja
- niszczyciel „Wicher” oraz dwa okręty podwodne OORP „Sęp” i „Sokół” rewizytowały w Rotterdamie marynarkę wojenną Holandii[4]

## Czerwiec
5 czerwca
- w jednostkach wojsk lotniczych i wojsk obrony powietrznej kraju odbyło się szkolenie metodyczne kierowniczej kadry[3]

11–12 czerwca
- odbył się III Ogólnopolski Zjazd Organizacji Rodzin Wojskowych[a][3]

## Lipiec
- Rada Państwa PRL powołała płk dr. Lucjana Czubińskiego na stanowisko naczelnego prokuratora wojskowego[3]
- w zachodniej części Związku Radzieckiego oraz na terenach Polski i NRD odbyły się manewry służb kwatermistrzowskich Armii Radzieckiej, Wojska Polskiego i Narodowej Armii Ludowej NRD[3]
- w nowo powstałej Szkole Chorążych Personelu Latającego Wojsk Lotniczych w Dęblinie odbyła się inauguracja szkolenia lotniczego[6]

3 lipca

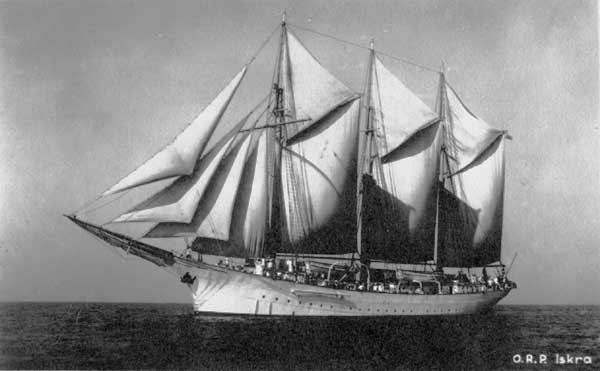
ORP „Iskra”

- rozpoczął się dwudziesty szósty rejs szkolny ORP „Iskra”

5–11 lipca
- z rewizytą w Polsce przebywała wojskowa delegacja Socjalistycznej Federacyjnej Republiki Jugosławii pod przewodnictwem sekretarza stanu do spraw Obrony Narodowej gen. płk. Nicola Lubicicia[3]

11 lipca
- rozpoczęły się ćwiczenia sił morskich UW „Północ”, z udziałem WP, AR i NAL NRD[1]

11–15 lipca
- z kurtuazyjną wizytą w Helsinkach w Finlandii przebywały polskie okręty wojenne w składzie: niszczyciel „Wicher” i dwa trałowce bazowe OORP „Krogulec” i „Pelikan”[4]

11–19 lipca
- pod kryptonimem „Północ” odbyły się wspólne ćwiczenia marynarki wojennej ZSRR, Polski i NRD w północnej części Oceanu Atlantyckiego i na morzach: Bałtyckim, Norweskim i Barentsa[3]

27 lipca
- minister obrony narodowej gen. Wojciecha Jaruzelskiego wydał rozkaz nakazujący sformowanie ze Śląskiego Okręgu Wojskowego 2 Armii Wojska Polskiego pod dowództwem gen. Floriana Siwickiego

30 lipca
- zakończył się dwudziesty szósty rejs szkolny ORP Iskra; okręt zawinął do portu: Rostock

## Sierpień
- na terytorium NRD, Polski i Zachodniej Ukrainy odbyły się wspólne ćwiczenia wojsk łączności armii Układu Warszawskiego[7]

3 sierpnia
- w Moskwie zmarł Marszałek Związku Radzieckiego i Marszałek Polski Konstanty Rokossowski[7][8]

5 sierpnia
- gen. armii Siergieja Sztemienkę powołano na stanowisko szefa Sztabu Zjednoczonych Sił Zbrojnych państw-stron Układu Warszawskiego[7]

6 sierpnia
- rozpoczął się dwudziesty siódmy rejs szkolny ORP „Iskra”

15 sierpnia
- w Stoczni Północnej położono stępkę pod kuter torpedowy KTD-452 ORP „Bitny” projektu 664

21 sierpnia
- Operacja „Dunaj” – wkroczenie wojsk państw Układu Warszawskiego (w tym polskiej 2 Armii) do Czechosłowacji (ćwiczenie ZSZ UW „Pochmurne lato”)[8]
- 27 pułk czołgów i 5 pułk artylerii plot 5 Saskiej Dywizji Pancernej z Gubina brały udział w interwencji zbrojnej w Czechosłowacji[9]
- skierowano słuchaczy ASG WP do sztabów ZT i jednostek znajdujących się na terenie CSRS[1]

26 sierpnia
- zakończył się dwudziesty siódmy rejs szkolny ORP „Iskra”; okręt zawinął do portu: Kłajpeda

31 sierpnia–1 września
- odbyły się w Krakowie centralne obchody 50-lecia Lotnictwa Wojskowego oraz oficjalne otwarcie Muzeum Lotnictwa na lotnisku Czyżyny[6][2]
- w Krakowie odbyło się spotkanie dowódców „Kluczy służby socjalistycznej” w którym uczestniczył gen. bryg. Tadeusz Krepski[2]

## Wrzesień
- przeprowadzono we Wrocławiu II Spadochronowe Mistrzostwa Armii Zaprzyjaźnionych[6]

29 września
- z okazji 25-lecia ludowego Wojska Polskiego na terenie 1 Praskiego Pułku Zmechanizowanego odbyło się spotkanie Synów Pułku[7]

## Październik
5 października
- w Czelinie nad Odrą odbyło się uroczyste odsłonięcie obelisku upamiętniającego dotarcie 27 lutego 1945 r. nad Odrę 6 samodzielnego zmotoryzowanego batalionu pontonowo-mostowego[7]

7 października
- w Neudorfie nad Szprewą (NRD) odsłonięto pomnik upamiętniający bohaterstwo żołnierzy 1 Korpusu Pancernego[7]

12 października
- na polu walki pod Lenino został odsłonięty Pomnik-Mauzoleum Polsko-Radzieckiego Braterstwa Broni[7]

13 października
- w Drawsku Pomorskim odsłonięto pomnik ku czci poległych w walkach o przełamanie Wału Pomorskiego żołnierzy 1 armii WP[7]

29 października
- konferencja Komitetu Ministrów Obrony Układu Warszawskiego[1]

## Listopad
2 listopada
- rozformowano 2 Armię WP.

12 listopada
- Czechosłowację opuścił 25 Pułk Zmechanizowany – ostatnia polska jednostka na terenie tego kraju.

26 listopada
- odbyła się narada przedstawicieli armii Zjednoczonych Sił Zbrojnych Układu Warszawskiego w Bukareszcie[1]

## Grudzień
3 grudnia
- odbyła się doroczna odprawa kierowniczej kadry sił zbrojnych[1]
- w Warszawie spotkali się najmłodsi uczestnicy walk narodu polskiego z hitlerowskim najeźdźcą w latach drugiej wojny światowej[7]

9 grudnia
- odbyła się doroczna odprawa szkoleniowa kierowniczej kadry wojsk wewnętrznych i instytucji podległych głównemu inspektorowi obrony terytorialnej[7]

19 grudnia
- wprowadzono „Dni Techniki” w Siłach Zbrojnych[1]